# Florieke Eggermont
Florieke Eggermont (Nijmegen, 5 februari 1989) is een Nederlandse volleyballer.
Eggermont begon op 7-jarige leeftijd met volleybal bij Switch '87 te Millingen aan de Rijn. Hierna zat ze op de talentenopleiding van de NeVoBovolleybalschool en ging ze spelen voor het eerste team van Switch '87. Toen dat werd teruggetrokken uit de eerste divisie, vertrok Eggermont in 2006 naar D.O.C.-Stap Orion waar ze tot 2008 in de eerste divisie heeft gespeeld.
In 2008 kreeg ze een contact bij Longa'59 in de hoogste A-League. In december 2009 werd het damesteam van Longa '59 failliet verklaard en teruggetrokken uit de competitie. Hierop keerde Eggermont terug naar Switch '87 en promoveerde met dit team naar de regiodivisie. In de seizoenen 2010-2011 en 2011-2012 speelde Eggermont in de A-League bij Sliedrecht Sport.
Op 29 december 2011 scheurde Eggermont tijdens een oefenwedstrijd op de Ermasport Volleyball Classic haar rechter voorste kruisband, waardoor ze de rest van het seizoen was uitgeschakeld. In seizoen 2012 keerde ze terug op het hoogste niveau bij Eurosped Topvolleybal in Twente.
Eggermont studeert voor een master Clinical Human Movement Sciences aan de Radboud Universiteit Nijmegen.